# دوغي مكدونالد
دوغلاس مكدونالد (بالإنجليزية: Douglas McDonald)‏ (مواليد 8 أكتوبر 1965) حكم كرة قدم اسكتلندي . بدأ مكدونالد مسيرته التحكيمية في سنة 1997 . قام مكدونالد بتحكيم أكثر من 200 مباراة في الدوري الإسكتلندي الممتاز .